# Plan d'eau de Rustrel
Le plan d'eau de Rustrel est un plan d'eau situé sur la commune Rustrel dans le département de Vaucluse.

## Présentation
L'étang fait 200 000 m3. Au milieu de l'étang, il y a six mètres d'eau. L'émissaire va vers la Dôa proche.
L'eau n'est pas potable et sert pour l'irrigation, ainsi que pour éteindre un incendie si le besoin se présente.

## Accès
Les routes départementales 34, à l'ouest, et 22, au sud, sont les plus proches. La route départementale 22 relie le bourg à la proche ville d'Apt.

## Histoire
Le plan d'eau de Rustrel a été créé en 1994 par la mairie de Rustrel, au sud-ouest du bourg, en direction du hameau de Jean-Jean, dans le but principal de créer une réserve importante d'eau pour les cultures des alentours, et éventuellement la lutte contre les incendies. L'ouvrage a ensuite été rétrocédé au département qui en a alors confié la gestion à la société du canal de Provence.

## Équipements
Le but principal de cette réserve d'eau étant l'irrigation des cultures, les « équipements » sont adaptés à cet objet. Le plan d'eau à vocation touristique le plus proche est celui d'Apt.

## Activités
Si la baignade y est interdite, principalement par manque d'un équipement adapté, la pratique de la pêche est possible.